# 恩氏燈鱂
恩氏燈鱂，為輻鰭魚綱鯉齒目鯉齒亞目花鳉科的其中一種，分布於非洲衣索比亞Orsedi湖及Suksuk河、肯亞北部奈瓦夏湖流域，體長可達4.5公分，生活在水淺、水草生長的溪流、湖泊，生活習性不明。

## 擴展閱讀
維基物種上的相關：恩氏燈鱂